# Keekan
Keekan – miejscowość w południowo-zachodnich Indiach, w stanie Kerala, w dystrykcie Kasaragod. Keekan liczy 9735 mieszkańców, w czym 5300 to kobiety a 4435 to mężczyźni. Miejscowość jest oddalona o około 5 km (3,1 mi) na północ od miasta Kanhangad i około 13 km (8 mi) na południe od miasta Kasaragod.